# 坦波班巴區
13°57′04″S 72°10′01″W / 13.95111°S 72.16694°W
坦波班巴區（西班牙語：Distrito de Tambobamba），是秘魯的一個區，位於該國南部阿普里馬克大區的科塔班巴斯省，始建於1857年1月2日，面積722.2平方公里，海拔高度3,250米，2005年人口10,691，人口密度每平方公里15人。